# إيوان هندرسون
إيوان هندرسون (بالإنجليزية: Euan Henderson)‏ هو لاعب سنوكر بريطاني، ولد في 30 يونيو 1967 في اسكتلندا في المملكة المتحدة.

## روابط خارجية
- إيوان هندرسون على موقع CueTracker.net (الإنجليزية)